# اغتصاب إبادي

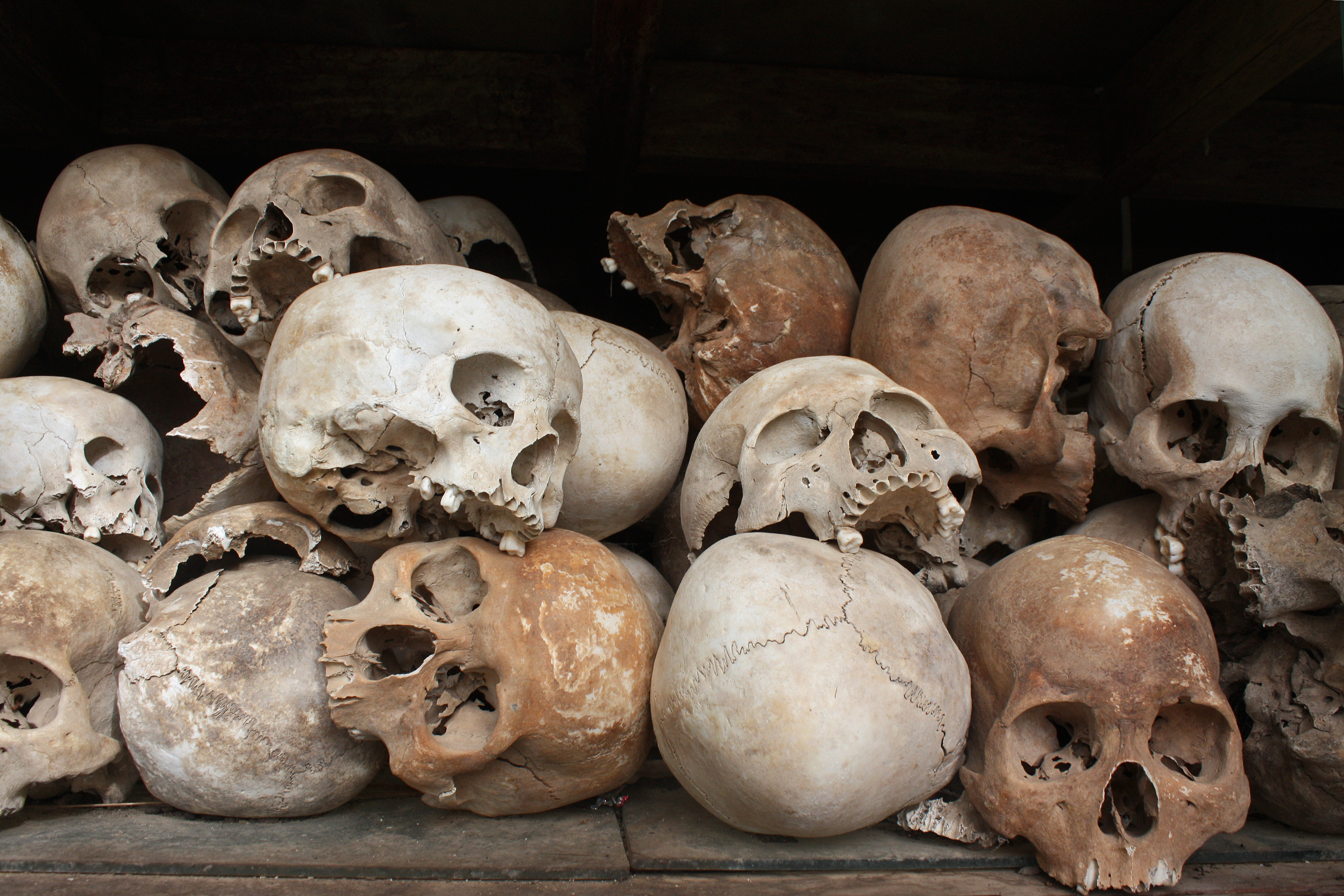

الاغتصاب الإبادي هو مصطلح يستخدم لوصف أفعال مجموعة نفذوا أعمال اغتصاب جماعي خلال وقت الحرب ضد عدوهم كجزء من حملات الإبادة الجماعية. جلبت حرب تحرير بنغلاديش وحروب يوغوسلافيا والإبادة الجماعية في رواندا عمليات الاغتصاب الجماعي التي كانت جزءً لا يتجزأ من هذه الصراعات مفهوم الاغتصاب الإباديّ للساحة الدولية. وعلى الرغم من كون اغتصاب الحرب سمة متكررة في الصراعات خلال التاريخ، إلا أنه ينظر إليها عادة كناتج فرعي للصراع، وليس جزءً أساسيًا للسياسة العسكرية.
ومن أبرز أمثلة عمليات الاغتصاب الواسعة خلال وقت الحرب والتي صنّفت بعد ذلك كاغتصاب إباديّ كانت عمليات الاغتصاب الجماعي في حرب تحرير بنغلاديش وحروب يوغوسلافيا والإبادة الجماعية في رواندا. أيضًا اعتبر العنف ضد النساء في تقسيم الهند كمثال على الاغتصاب الجماعي.

## الجدل حول المصطلح
يطالب بعض العلماء والفقهاء باعتبار الاغتصاب الجماعي جزءً لا يتجزأ من جرائم الإبادة الجماعية، وإدخال هذا المفهوم ضمن اتفاقية منع ومعاقبة جريمة الإبادة الجماعية. بينما يدعى آخرون أن الاغتصاب الجماعي موجود في البند الثاني من الاتفاقية. أوضحت كاثرين مكينون Catherine Mackinnon أن ضحايا الاغتصاب الجماعي هم “كبش فداء” عن كامل الجماعة العرقية، أي يُعتبر الاغتصاب أداة لتدمير جماعة عرقية بأكملها.
تقول سيوبان فيشر Siobhan Fisher أن الحمل القسري، وليس الاغتصاب وحده، هو ما يجب اعتباره إبادة جماعية. حيث أوضحت: «الاغتصاب المتكرر هو مجرد جريمة اغتصاب، لكن الاغتصاب بهدف حصول حمل هو شيء آخر تماماً». بينما تقول ليزا شارلك Lisa Sharlach أن تعريف هذه الجريمة محدودٌ للغاية، أي لا يجوز اعتبار حملات الاغتصاب الجماعية جريمة إبادة فقط عندما يحدث حملٌ قسري.

## الاغتصاب كإبادة جماعية
وفقاً لمنظمة العفو الدولية، فاستخدام الاغتصاب أثناء الحروب ليس نتيجة جانبية من نتائج الصراع، بل سياسة عسكرية متعمدة ومنظمة مسبقاً. وفي الربع الأخير من القرن، تحولت أغلب الصراعات من حروب دولية إلى حروب أهلية وداخلية. فتكرر بذلك استخدام سلاح «الاغتصاب» ضد السكان المدنيين، سواء كانت الجهة المسؤولة عن الاغتصاب رسمية أم لا.
وثق الصحفيون ومنظمات الدفاع عن حقوق الإنسان حملات اغتصابٍ إبادي خلال عدة صراعات وحروب، كتلك التي جرت في يوغوسلافيا السابقة وسيراليون وروندا وليبيريا والسودان وأوغندا، وخلال الحرب الأهلية في جمهورية الكونغو الديموقراطية.
هناك سببان لاستخدام الاغتصاب كسلاحٍ استراتيجي في هذه الصراعات، الأول هو إنزال الرعب في قلوب السكان المدنيين، وبالتالي إرغامهم على هجر منازلهم. أما الثاني فهو إلحاق الذل والعار بالضحايا، مما يحثهم على عدم الرجوع إلى أراضيهم. وتلك الاستراتيجية مهمة للغاية خاصة عند مرتكبي الاغتصاب من جهات غير رسمية، كالجماعات والأفراد المسلحين، حيث تؤدي هذه الاستراتيجية إلى إجلاء الضحايا الأصليين عن الأرض.
ووثِّق استخدام الاغتصاب الإبادي في حملات التطهير العرقي والإبادة الجماعية، فالهدف منه تدمير أو إزالة شعب ما بالقوة، وضمان عدم رجوعه مجدداً. بالطبع، الحمل القسري هو أحد أهداف الاغتصاب الإبادي، حيث يهدف المعتدي إلى اجتياح أرض الضحايا وغزو سلالاتهم وعائلاتهم أيضاً. لا يعني ذلك أن الاغتصاب يهدف إلى الحمل فقط، حيث تتراوح أعمار الضحايا من الأطفال وحتى نساء في الثمانين من عمرهن.

## حالات موثقة
هناك 400 ألف حالة اغتصاب موثقة في جمهورية الكونغو الديمقراطية عام 2011، ويركّز المغتصبون على تدمير النسيج العائلي والاجتماعي في الكونغو. أكّد أحد اللاجئين في مقابلة حدوث اغتصاب جماعي ومذابح بحق الأطفال وأكل لحم جنين بعد انتزاعه من أحشاء أمه.
وفي حرب استقلال بنغلادش عام 1971، ارتكب أفرادٌ من القوات المسلحة الباكستانية وميليشيات Bihari وRazaker جرائم اغتصاب بحق 200 [19] إلى 400 ألف [20] امرأة بنغالية في حملة ممنهجة من الاغتصاب الإبادي، وتعرضت بعضهن إلى الاغتصاب لنحو 8 مرات في اليوم الواحد.
قامت ميليشيات جنجاويد في الحرب الدائرة في دارفور بممارسات وُصفت بالاغتصاب الإبادي، ولم يقف الحد عن النساء، بل تعرّض الأطفال أيضاً للاغتصاب. كما ضُرب بعض الأطفال حتى الموت وتعرّض بعضهم الآخر إلى تشويه الأعضاء الجنسية.
قام الجيش الامبراطوري الياباني خلال الحرب اليابانية الصينية الثانية، وتحديداً في معركة نانجينغ، بممارسة جرائم عُرفت فيما بعد باسم مذابح نانجينغ. وصفها آدم جونز بأنها «أبشع الأمثلة التاريخية عن الاغتصاب الإبادي». وحصدت هذه المذابح أرواح عشرات الآلاف من النساء اللواتي تعرّضن للاغتصاب الجماعي والقتل. وأحصت المحكمة العسكرية الدولية للشرق الأقصى أعداد الضحايا، حيث تعرضت 20 ألف امرأة للاغتصاب، وتراوحت أعمار الضحايا بين الأطفال والنساء المسنات. كانت نسبة كبيرة من عمليات الاغتصاب ممنهجة، فكان الجنود يبحثون عن الفتيات الصغيرات في جميع المنازل، يحتجزون النساء ويمارسون الاغتصاب الجماعي. وفي أغلب الأحيان، تُقتل النساء مباشرة بعد انتهاء عمليات الاغتصاب، بالإضافة إلى تشويه أعضائهن الجنسية بطريقة فاضحة.
عند انتهاء الحرب العالمية الثانية عام 1945، قُدر عدد النساء الألمانيات اللواتي تعرضن للاغتصاب على يد الجنود السوفييت بنحو مليوني امرأة. وأوضح المؤرخ ويليام هيتشكوك تعرض نسبة كبيرة من النساء للاغتصاب المتكرر، ووصل الرقم إلى 60 وحتى 70 مرة. ووفقاً للتقارير الطبية ومعدلات عمليات الإجهاض التي ظهرت في الأشهر اللاحقة، تعرّضت 100 ألف امرأة على الأقل للاغتصاب في برلين وحدها. ويقدر عدد وفيات النساء اللواتي تعرضن للاغتصاب في ألمانيا بنحو 240 ألف حالة.
وصف انتوني بيفور الحادثة بأنها «أعظم ظاهرة اغتصاب جماعي في التاريخ»، ووضح تعرّض 1.4 مليون امرأة على الأقل للاغتصاب في بروسيا الشرقية وبوميرانيا وسيليسيا فقط.
وضح Walter S. Zapotoczny Jr سبب حدوث حالات الاغتصاب الجماعي هذه، فقال: «كان لدى الجنود الروس إحساسٌ أن بلادهم تعرضت لاعتداءٍ سافرٍ أثناء الغزو الألماني. روّجت الحكومة السوفيتية لهذه الفكرة، وكانت دعوات الحكومة للانتقام بمثابة الضوء الأخضر الذي سمح للجنود بارتكاب جميع أشكال الأعمال الوحشية. لا تسمح الحكومة الروسية مطلقاً بمناقشة حوادث اغتصاب النساء الألمانيات، ولا يبدي الجنود القدامى أي رغبة بالحديث عن الموضوع».